# Beta Aurigae
Menkalinan sau Beta Aurigae, β Aur este o stea strălucitoare din constelația Vizitiul. Are o magnitudine de 1,9 și se află la o depărtare de aproximativ 81 ani-lumină (25 pc) de Pământ. Este o stea binară. 